# Степ
Степите представляват обширни предимно равнинни пространства, обрасли с тревиста растителност в умерения и субтропичния пояс на северното и южното полукълбо. Растителността е представена основно от сухо- и студоустойчиви многогодишни тревисти растения с господство на житните треви. Степите са развити предимно върху черноземни и кестеняви почви, имат засушлшв климат, с максимум на валежите през летните месеци. Заемат големи площи във вътрешноконтиненталните части на Северното полукълбо в пределите на умерения пояс, където се простират от запад на изток в Европа и Азия (Русия, Украйна, Казахстан, Монголия), в южните части на Северна Америка, където носят названието прерии и частично в Южна Америка, под името пампаси. По-голямата част от степните пространства са земеделски усвоени и само малки части (например в Европа) са се съхранили само в резервати.

## Растителни съобщества
В естествената растителна покривка на степите в Европа и Азия преобладават житните треви: коило, власатка, тънкокрак, овесена трева (Helictochloa), синя трева и др. и житните видове на острицата и лука. В Северна Америка, освен ендемичните за този континент видове коило, в малко по-влажните райони от житните треви са разпространени различни видове брадата трева (Bothriochloa), а в по-сухите – видове от рода Bouteloua. За тях са характерни и много видове треви от различни семейства на двудомни и еднодомни растения, отнасящи се към различни биоморфи, някои видове полухрасти (предимно от рода на пелина) и степни храсти (в Европа и Азия от родовете караган, спирей, бадем). В по-северните степи често се развива мъхова покривка (от видовете Thuidium, Tortilla), а в по-южните, с разредена тревна покривка, се срещат лишеи (от родовете Parmelia, Cladonia, Cornicularia и др.). Растителната степна покривка е доста изменчива в зависимост от редуването на по-сухи или на по-влажни години и наличието на гризачи (предимно мишевидни – фитофаги, земеровки), които в годините на висока популация на места напълно унищожават тревата и „преорават“ повърхността на почвата, в резултат на което по-късно нова буйна степната растителност.

## Райониране
В Евразия областта на степите се поделя на две геоботанически подобласти: Причерноморско-Казахстанска и Централноазиатска, към която се отнасят степните и лесостепните територии на Монголия, Южното Забайкалие и вътрешните райони на Манджурия. В първата подобласт преобладават видовете на голямото пересто коило (Stipa pennàta), във втората – централноазиатските видове на власатото коило (Stipa capillata), а в пустинните степи – централноазиатските видове на дребното и ниско пустинно-степно коило. За първата подобласт е характерна сравнително топла и относително влажна пролет, а частично и есен. През пролетта и в началото на лятото тук важна роля играят кратко вегетиращите едногодишни (ефемери) и многогодишни (ефемероиди) растения. От едногодишните – някои видове рогоглавник (Ceratocephala), бурачка, проломник (Androsace) и др., а от многогодишните – жълт гарвански лук, лале, здравец, ферула, луковична синя трева и др. За Централноазиатската подобласт е характерна суха и студена зима, ефемерите и ефемероидите почти отсъстват, а през по-влажните години често масово се развиват едно- и двугодишни дълго вегетиращи (до есента) растения (особено някои видове пелин).

## Разпространение

### Степни зони в умерените пояси
Степните зони в умерените пояси, са природни зони в умерените пояси в Северното и Южното полукълбо, характеризиращи се със сух континентален климат, безлесни вододели, господство на тревистата растителност (предимно житни треви), развита върху черноземни, тъмнокестеняви и кестеняви пови. Те са разпространени на териториите на Евразия, Северна Америка и частично в Южна Америка. Годишната сумарната слънчева радиация е обичайно 550 – 580 kj/sm² (120 – 140 ccal/sm²), а радиационният баланс – 145 – 190 kj/sm² (35 – 45 ccal/sm²). Лятото е умерено горещо, слънчево, с редки дъждове, което бързо преминава в относително студена зима с тънка снежна покривка. В Северното полукълбо средните юлски температури са 20 – 24°С, а средните януарски – от 0°С до -30°С (в южните части на Среден Сибир и в Централна Азия). Годишната сума на валежите варира от 200 до 450 mm. Овлажняването е неустойчиво, като относително влажни години се редуват със засушливи. Много често силните ветрове преминават в снежни виелици през зимата, а през лятото в суховеи и прашни бури. Речната мрежа е слабо развита, а повърхностният отток е незначителен, като неговият максимум е през пролетта. Широкото разпространение на рохкавите, лесно разтворими льосови наслаги способства за бързия растеж на оврази и ровини, което се явява обичаен резултат за нарушаването на естествената растителна покривка. За плоските вододели са характерни плитките малки падини, в които през цялото лято се съхранява вода, понякога засолена. Черноземните почви съдържат много хумус и карбонати и се отличават с високо естествено плодородие. При тъмнокестенявите и кестенявите почви плодородието е по-слабо поради малкото съдържание на хумус и честото засоляване. Срещат се и солонци. Значителни територии от степните зони в умерените пояси са стопански усвоени. Съхранилата се естествена растителност е представена от коило, власатка, тънкокрак, синя трева в степите на Забайкалието и Средна Азия, трева грама и бизонова трева в прериите на Северна Америка. Подчинена роля в типичните степи играят други видове треви, а в по-сухите райони нараства значението на пелина. На места се срещат храсти (степна вишна, див боб, спиреи и др.), а по долините на реките и малки горски масиви. В степите на умерените пояси няма повсеместна тревиста покривка, като на места се срещат участъци от гола почва, върху която през пролетта се развиват ефемери и ефемероиди.

### Степни зони в субтропичните пояси
Степните зони в субтропичните пояси, са природни зони в субтропичните пояси в Северното и Южното полукълбо, характеризиращи се със сух и топъл климат и преобладаване на естествените ландшафти на тревистата и храстовата растителност. Разположени са предимно в отдалечени от морските крайбрежия сравнително малки участъци между 25° и 40° северна и южна ширина. В Северна Америка се срещат в Калифорнийската долина, на платото Колорадо, в южните части на Великите равнини и във вътрешните части на Мексиканската планинска земя, в Южна Америка – в пампасите на Лаплатската низина и по източните подножия на Андите, в Австралия – в равнините в южните и югозападните части на континента, а в Азия – в Куро-Аракската низина в Закавказието. Годишната сумарната слънчева радиация съставлява 580 – 790 kj/sm² (140 – 180 ccal/sm²), а радиационният баланс – 210 – 290 kj/sm² (50 – 70 ccal/sm²). Зимата е топла, безснежна, като средната температура на най-студения месец е 5 – 12°С, с възможни редки температури под 0°С. Лятото е горещо, със средна температура на най-топлия месец 20 – 25°С, с чести и продължителни засушавания, ограничаващи вегетационния период до 3 – 4 месеца. Годишната сума на валежите е 500 – 600 mm, като в източните части на континентите техният максимум е през лятото, а в западните – през зимата. Повърхностният отток е незначителен, реките са маловодни и през сухия сезон често пресъхват. Почвите се отличават с богато съдържание на железни и алуминиеви окиси, което обуславя техния кафеникав или червеникав цвят. Процесите на минерализацията на почвите имат сезонна ритмичност, прекъсваща или рязко намаляваща през сухия сезон. В много райони се формират засолени почви. В състава на естествената растителност преобладават житните треви, които обаче не образуват повсеместна покривка и на места се редуват с храсталаци. По долините на реките си срещат ивици от галерийни гори. Малки горски участъци се срещат по вододелите, където се формират степи, преминаващи към савани. Животинският свят е представен от множество гризачи, прокопаващи сложни подземни лабиринти, бързо бягащи копитни и множество влечуги.